# Rafflesia leonardi
Rafflesia leonardi este o specie de plante parazite din genul Rafflesia, familia Rafflesiaceae, ordinul Malpighiales, descrisă de Barcelona și Pelser. Conform Catalogue of Life specia Rafflesia leonardi nu are subspecii cunoscute.